# Confederació Sud-americana del Patí
La Confederació Sud-americana del Patí (CSP) (en castellà: Confederación Sudamericana de Patín), és una organització independent, reconeguda per la FIRS, que agrupa les federacions de patinatge artístic sobre rodes, hoquei sobre patins i patinatge de velocitat al sots-continent sud-americà, creada el 1954. Actualment la componen 10 federacions.

## Membres
La CSP preveu la possibilitat d'acollir membres de ple dret i membres adherits. Mentre els primers tenen dret a veu i vot, els segons únicament tenen dret a expressar els seus punts de vista però no poden exercir el vot en la presa de decisions.

### Membres de ple dret
- Argentina (Confederació Argentina del Patí)
- Brasil (Confederació Brasilera d'Hoquei i Patinatge)
- Colòmbia (Federació Colombiana de Patinatge)
- Equador (Federació Equatoriana d'Hoquei i Patí)
- Panamà (Associació Panamenya de Patinatge)
- Paraguai (Confederació Paraguaiana de Patinatge Artístic i Carreres)
- Uruguai (Federació Uruguaiana de Patí i Hoquei)
- Veneçuela (Federació Veneçolana de Patinatge)
- Xile (Federació Xilena d'Hoquei i Patí)

### Membres adherits
- Catalunya (Federació Catalana de Patinatge)

## Presidents
- ???-2007: Ernesto Cajaravilla
- 2007-...: Armando Quintanilla